# Sampford Arundel
Sampford Arundel – wieś w Anglii, w hrabstwie Somerset, w dystrykcie (unitary authority) Somerset. Leży 73 km na południowy zachód od miasta Bristol i 228 km na zachód od Londynu. W 2002 miejscowość liczyła 334 mieszkańców.